# Изофорондиизоцианат
Изофорондиизоцианат — циклоалифатический диизоцианат, является сырьем для синтеза светостойких и атмосферостойких полиуретанов. Представляет собой жидкость со слабым специфическим запахом.

## Свойства и применение
Циклоалифатический диизоцианат изофорондиизоцианат является сырьем для производства светостойких и атмосферостойких полиуретанов.
В сочетании с полиолами наряду с высокими физико-механическими свойствами и химической стойкостью циклоалифатические диизоцианаты придают полиуретановым системам устойчивость к пожелтению.
Благодаря первичным и вторичным изоцианатным группам изофорондиизоцианат селективен в уретановых реакциях подобных синтезу преполимеров. Это приводит к образованию определенных соединений, узкому интервалу полидисперсности, низкой вязкости и низкому содержанию остаточного диизоцианат-мономера.
Изофорондиизоцианат и полиизоцианаты и преполимеры на основе полиуретанового сырья характеризуемые прекрасной совместимостью с другими смолами и хорошей растворимостью во всех группах растворителей, таких как кетоны, сложные эфиры, в эфирах алкоксикислотах, ароматических соединениях. Хорошая растворимость и совместимость с алифатическими углеводородами, такими как уайт-спирит.
Изофорондиизоцианат является одним из важных сырьевых материалов для производства полиуретановых покрытий. Он применяется в различных полиуретановых системах.
Другими важными областями применения изофорондиизоцианат являются светостойкие, не содержащие растворителя или водоразбавляемые полиуретановые системы, а также адгезивы горячего плавления.
Широкое применение полиуретановые в полиуретановых смолах, в водоразбавляемых полиуретановых дисперсиях обусловлено низкой вязкостью преполимера и соответственно низким содержанием вспомогательного растворителя в конечном продукте, что обеспечивает твердость смол.
Уретановые акрилаты радиационного отверждения — обычные или водоразбавляемые на основе изофорондиизоцианат используются, если необходима стойкость к пожелтению, низкая концентрация активного разбавителя или вспомогательного растворителя.
Отверждаемые во влагой преполимеры являются другой группой полиуретановых смол в которых используется изофорондиизоцианат.
Эти продукты характеризуются стойкостью к пожелтению, низкой вязкостью и низкой концентрацией остаточного диизоцианат-мономера.
Высокомолекулярные полиуретаны на растворителе на основе изофорондиизоцианат используются там, где предъявляются жесткие требования, необходима большая гибкость и светостойкость. Примеры этих применений — искусственная кожа, окраска натуральной кожи.
Синтез алкидных смол в алкидно-уретановые посредством введения изофорондиизоцианат улучшает стойкость этих смол к пожелтению, улучшает способность к высыханию, и улучшается твердость.
В случае двухкомпонентных полиуретанов изофорондиизоцианат используется как аддукт с трехфункциональным спиртом (ТМП) или структура изоцианурат. Основные области применения — это транспортное машиностроение и автомобильная промышленность.
Изофорондиизоцианат и полиизоцианаты на его основе используются в производстве блокированных полиизоцианатов, таких как отвердители для порошковых красок и промышленных красок на основе растворителя, для покрытий прокатного листа и покрытий для консервных банок.
Отвердители на основе изофорондиизоцианата обеспечивают светостойкость, хорошие механические свойства двухкомпонентных полиуретанов без растворителя.
Эти системы используются в основном для гибких покрытий и литых смол.

## Химическая активность и катализ
Алифатические и циклоалифатические диизоцианаты менее реактивны, чем ароматические диизоцианаты.
Используя изофорондиизоцианат, необходимо добавление катализатора для ускорения уретановой реакции. Дилаурат дибутилолова рекомендуется, как уретановый катализатор и должен всегда использоваться в системах на основе изофорондиизоцианата или его аддукта при температурах окружающей среды или повышенных температурах.
Когда требуется завершение или частичное завершение реакции изоцианатных групп с водой рекомендуется катализатор, представляющий собой дилаурат дибутилолова с третичными аминами такими как диазобицикло(2.2.2.)октан (DABCO®).
В дополнение к дилаурат дибутилолова, ацетилацетонат железа (III), соль висмута (COSCAT ® 83), фенолятор ртути обеспечивают эффективный катализ для свободных от растворителя полиуретанов (эластомеры и литые смолы).
Реакция без катализатора конечно возможна при высоких температурах в синтезах смол, т.е . в производстве преполимеров. Разница в реактивности двух изоцианатных групп изофорондиизоцианата уменьшается без катализатора и при повышении температуры. Наилучшая селективность может быть достигнута при температуре ниже 50 ºС и использовании катализатора дилаурат дибутилолова.

## Мировое производство
Изофорондиизоцианат производится в Европе и США. Основным мировым производителем изофородиизоцианата является компания Эвоник Индастриз (Evonik Industries GmbH).

## Безопасность
Изофорондиизоцианат относиться к токсичным химическим веществам и требует соблюдения правил эксплуатации в соответствии с правилами ALIPA